# Blimbing Kidul
Blimbing Kidul is een bestuurslaag in het regentschap Kudus van de provincie Midden-Java, Indonesië. Blimbing Kidul telt 4452 inwoners (volkstelling 2010).